# Миасс
Миа́сс — город в Челябинской области России. Административный центр Миасского городского округа. Население города составляет 146 650 чел. (2025).
Расположен на реке Миасс, у Ильменских гор, в 96 км к западу от областного центра Челябинска. В окрестностях города расположена главная усадьба и большая часть Ильменского государственного минералогического заповедника имени В. И. Ленина.
Город трудовой доблести с 15 января 2025 года.

## Этимология
Ойконим Миасс (рус. дореф. Міа́ссъ) в основном (кроме второй буквы «с») происходит от традиционного названия реки Миас, Мияс (баш. Мейәс). Гидроним, в свою очередь, может восходить к тюркскому слову меес — «безлесное отлогое место», «южная сторона горы», которое отмечено на Алтае и Саянах. Предложено и несколько иных версий: из кетского языка (Н. И. Шувалов), из тюркских языков (А. К. Матвеев, Ф. Хасанов), из русского языка (так называемая народная этимология).

### О возникновении второй буквы «с» в названии топонима
До 1920-х годов название топонима «Миас»(«Мияс») было неустойчиво. В изданиях, вышедших до 1917 года, известно 16 вариантов названия населенного пункта, 11 ноября 1919 года ставшего городом Миасс. На одной и той же странице его название нередко писалось в двух-трех вариантах. Историк М. А. Бабкин утверждает, что название города лишь отчасти произошло от реки. Вторая же буква «с» — от названия железнодорожной станции Транссибирской магистрали — Миасс. Он даёт следующее объяснение появления второй буквы «с»: 1) от одного из вариантов наименования населенного пункта (Миасский завод) в 1894 году в Министерстве путей сообщения было введено официальное название железнодорожной станции Транссибирской магистрали — Миасс; 2) в 1910-е годы начался процесс унификации топонимов: наименование станции постепенно было распространено на название реки «Миас» («Мияс»), ставшей называться «Миасс», а позднее, 11 ноября 1919 года — на получивший в тот день статус города (безуездного) бывший посёлок при Миасском заводе, ставший называться Миассом. В конце 1920-х годов в справочно-энциклопедических и картографических изданиях закрепился почти единственный вариант топонимов — Миасс. Со второй половины 1930-х годов топоним Миасс принял устойчивый вид: с двумя буквами «с».

## География

### Климат
- Среднегодовая температура воздуха: +2,5 °C;
- Относительная влажность воздуха: 68,0 %;
- Средняя скорость ветра: 3,5 м/с.

| Показатель                            | Янв.  | Фев.  | Март | Апр. | Май  | Июнь | Июль | Авг. | Сен. | Окт. | Нояб. | Дек.  | Год |
| ------------------------------------- | ----- | ----- | ---- | ---- | ---- | ---- | ---- | ---- | ---- | ---- | ----- | ----- | --- |
| Средняя температура, °C               | −13,6 | −12,9 | −7   | 3,0  | 12,3 | 18,2 | 19,4 | 16,5 | 10,3 | 2,6  | −7,5  | −12,9 | 2,5 |
| Источник: NASA. База данных RETScreen |       |       |      |      |      |      |      |      |      |      |       |       |     |

### Часовой пояс
Миасс находится в часовой зоне МСК+2 (екатеринбургское время). Смещение применяемого времени относительно UTC составляет +5:00. В соответствии с применяемым временем и географической долготой средний солнечный полдень в Миассе наступает в 13:11.

## История
По определению Берг-коллегии Миасс был основан 18 (29) сентября 1773 года, а первый медеплавильный завод начал работать 12 (23) августа 1777 года.
Первое поселение возникло, когда купец Ларион Лугинин начал строительство медеплавильного завода в 1773 году. Из-за Пугачёвского восстания строительство завода приостанавливалось.
В первое десятилетие своего существования завод постепенно наращивал объёмы производства: за 1777—1780 выпущено 12,9 тысяч пудов меди, 1781—1790 — 40,2 тысячи пудов. В 1787 году завод перешёл к племянникам основателя Ивану и Николаю Максимовичам Лугининым. В 1798 году И. М. Лугинин продал предприятие казне, в 1799—1800 годах выплавка меди не производилась. К середине XIX века производство меди сократилось, содержание завода стало убыточным, вследствие чего он был закрыт.
По принятым в те времена обычаям, первоначально селение вокруг завода называлось Миасским заводом (Миясский завод), административно входило в состав Троицкого уезда Оренбургской губернии.
Экономическому развитию способствовала разработка месторождений золота. В первой половине XIX века вся долина реки Миасс превратилась в огромный золотой промысел. В 1836 году разрабатывались 54 рудника и 23 золотые россыпи.
Самым известным является Царёво-Александровский (Ленинский) прииск. В 1824 году шихтмейстер Меджер открыл россыпь, которая оказалась богатейшей: промывка песка показала содержание «более фунта золота во ста пудах». Летом 1824 года здесь заложили прииск. Во время одного из своих путешествий сюда, на золотые прииски, приезжал император Александр I. В честь этого визита прииск получил своё название.
Он занимал первое место среди приисков Миасского района по богатству и количеству найденных крупных самородков. Только за один год здесь было найдено 52 самородка, в 1842 году мастеровым Никифором Сюткиным был найден один из крупнейших в мире самородков «Большой треугольник» весом 36,21 килограмма.
В середине XIX века появилось Миасское золотопромышленное товарищество графа Левашова, Дарагана и К°. Пайщиками были представители петербургской аристократии. В границы отводов товарищества вошли все группы казённых приисков общей площадью 23394 га. Товарищество допустило к разработке россыпей старателей, которые давали более половины всей продукции.
С началом деятельности товарищества связано внедрение в золотодобычу новых технических достижений, что, наряду с продолжающейся разработкой богатых россыпей, позволило достичь расцвета золотого промысла вблизи Миасса.
История города тесно связана с именем Егора Митрофановича Симонова, который, пройдя путь от простого старателя до хозяина приисков, стал самым богатым человеком в городе.
Золотодобыча оставалась градообразующим производством вплоть до начала XX века. После национализации крупные объединения развалились и стали вести незначительные старательские промыслы.
В 1887 году была заложена Свято-Троицкая церковь.
 В 1891 году одновременно из Миасса и Владивостока началось строительство Транссибирской железнодорожной магистрали. Исторически всемирно известным Транссибом является именно этот участок отсюда до Владивостока, построенный с 1891 по 1916 годы. Длина участка около 7 тысяч километров. Первый поезд (это был рабочий поезд с материалами для прокладки рельсов) прошёл участок магистрали от Миасса до Челябинска 5 июля 1892 года. В 1903 году прошёл первый поезд Санкт-Петербург — Москва — Владивосток. В 1992 году на станции Миасс I установлен памятный знак в честь 100-летия со дня начала строительства Великого Сибирского пути. От Москвы до Миасса по железной дороге ровно 2000 километров (до станции Миасс I 2004 км.).
В годы Первой Мировой войны, в 1915 году царское правительство эвакуировало из Риги в Миасс пилозубный завод английской фирмы «Томас Фирт и сыновья». Через год состоялся пуск Миасского напилочного завода, который долгое время был ведущим предприятием отрасли в стране и мире. В настоящее время — Миасский инструментальный завод.
Во время Гражданской войны, с 1 июня 1918 по 17 июля 1919 года, город был под контролем белочехов и белогвардейцев. Также, во время гражданской войны множество мужчин пряталось в землянках на территории Ильменского заповедника.
Миасский завод впервые получил официальное название — Миасс, а также статус безуездного города постановлением Челябинского губревкома 11 ноября 1919 года.
Постановлением того же Челябинского губревкома от 18 декабря 1919 года Миасс стал центром Миасского района (на правах уезда) Челябинской губернии.
В 1923 году Миасский горсовет предлагал переименовать город в Тухачевск в честь М. Н. Тухачевского, бравшего город в годы Гражданской войны, однако заседание президиума Челябинского губисполкома, состоявшееся 30 октября 1923 года, постановило, что это экономически нецелесообразно, ходатайство было отклонено.
Индустриализация страны позволила технически перевооружить золотой промысел. Построенная в 1932 году, на окраине Миасса электроподстанция повысила энерговооружённость золотопромышленных предприятий. В том же году на Ленинском прииске спустили на воду плавучую фабрику золота — первую электрическую драгу. В 1933 году вступили в строй шахты ряда рудников. В первой половине XX века получила развитие лесная промышленность. Миасс и ранее был крупным поставщиком лесоматериалов, в окрестностях озера Тургояк для Златоустовского и Миасского заводов заготовлялись брёвна, дрова, выжигался уголь. С созданием Миасского леспромхоза деловая древесина, древесный уголь, крепёжный материал, шпалы направляются предприятиям Южного Урала. Часть леса сплавлялась по горным рекам Куштумге и Сухокаменке.
Весной 1939 года началось строительство центральной части города.
Великая Отечественная война оказала большое влияние на развития города за счет размещений в нём эвакуированных предприятий. 3 ноября 1941 года Госкомитетом обороны было принято решение об организации в Миассе автомоторного производства на базе эвакуированных цехов автомобильного завода имени Сталина (ЗИС). Сначала выпускались двигатели и коробки передач, а 8 июля 1944 года с конвейера сошёл первый уральский автомобиль ЗИС-5. Первая партия автомобилей была отправлена на фронт, на них были смонтированы знаменитые «Катюши». В послевоенные годы Уральский автозавод продолжал успешно развивать производство и выпуск новых моделей «Уралов». Всего с конвейера УралАЗа с момента пуска до конца XX века сошло 1 миллион 270 тысяч автомобилей.
 Почти одновременно с автозаводом из столицы в Миасс эвакуировали цеха Московского завода «Динамо». 15 января 1942 года динамовцы выпустили первую продукцию для фронта, положив начало новому предприятию — заводу «Миассэлектроаппарат».
Кроме того, в Миассе всю войну действовало 1-е гвардейское миномётно-артиллерийское училище им. Л. Б. Красина, готовившее командный и технический состав для вооружённых «Катюшами» воинских частей.
Центральная улица города — проспект Автозаводцев (первоначально носил имя И. В. Сталина). С проспекта начинался современный Миасс. В 1940-е годы от проходной завода была проложена узкоколейка до станции Миасс, по которой возили стройматериалы для домов и одновременно укладывали булыжную мостовую. На строительстве работали пленные немцы. Проспект построен в послевоенные годы и имеет выразительную архитектуру сталинского ампира: дома небольшой этажности с лепными украшениями. Проспект активно застраивался в 1960-е годы.
В 1961 году, после XXI съезда КПСС парткомитет автозавода созывал партийно-профсоюзный актив, на котором было принято решение переименовать Миасский завод имени Сталина в Уральский автомобильный завод (УралАЗ), а проспект имени Сталина — в проспект Автозаводцев.
Выше дороги у подножия Ильменского хребта постепенно сформировался посёлок Строителей. Добровольцы с юга России, названия улиц: Керченская, Донская, Азовская, Севастопольская, приехали строить новые районы города, в том числе Машгородок, самый молодой район Миасса.
История Машгородка началась в 1955 году, когда правительством было принято решение о переводе конструкторского бюро в Миасс из Златоуста и создании мощной экспериментальной базы ракетостроения. С перебазированием на новую площадку КБ стало по месту расположения называться Миасским. Строжайший режим секретности не допускал ссылок на название города, Машгородок, именно так называли место базирования предприятия.
Для благоустройства и совершенствования быта приглашённых высококвалифицированных специалистов строились жилые здания, магазины, школы, детские сады. Каждый раз со сдачей ракет на вооружение Виктор Петрович Макеев, генеральный конструктор КБ машиностроения (ныне ГРЦ им. В. П. Макеева) добивался финансирования создания крупных объектов социального назначения. Так, постепенно, в Машгородке были построены поликлиника с больницей, кинотеатр «Восток», гостиница «Нептун» с рестораном, дворец культуры «Прометей», дворец спорта «Заря» с плавательным бассейном, детский дворец культуры «Юность», стадион и другие объекты соцкультбыта.
С конца 1950-х годов в Машгородке были ухоженные дороги и тротуары, аллеи и скверы, клумбы с цветами, оригинальные и выполненные на высоком эстетическом уровне элементы отделки гостиницы, плавательного бассейна, оформление кафе и магазинов, особый облик придают серебристые ели и липовые аллеи. Машгородок рос как новый район Миасса, существенно расширил границы города и обновил облик. За строительство жилого массива с сохранением природного ландшафта группа архитекторов получила Государственную премию.
В 1959 году была принята в эксплуатацию железнодорожная линия от станции Миасс до города Учалы.
В 1970—1980 годах был сооружён завод крупнопанельного домостроения. У подножья Ильменского хребта появился белокаменный корпус новой городской больницы, поликлиника и акушерско-гинекологический корпус. В 1973 году приняла первых гостей города гостиница «Нептун». В Ильменском государственном заповеднике имени В. И. Ленина построен комплекс просторных, светлых зданий, где разместились знаменитый минералогический музей, научные лаборатории. В 1976 году вошли в строй поликлиника в посёлке Динамо, торговый центр в северной части города и многие другие объекты. 6 ноября 1981 года был открыт новый железнодорожный вокзал, рассчитанный на одновременное пребывание до 800 пассажиров. В этом же здании разместился новый автовокзал. Одновременно была изменена маршрутная сеть городских автобусов, которые вместо старой станции пошли к новому вокзалу. Двумя годами позже началась прокладка троллейбусной линии, связавшей северную и центральную части города.
В 1980-е годы увеличился поток транспорта, были пущены троллейбусы, на проспекте Автозаводцев было вырублено много деревьев.
С 1994 года успешно функционирует совместное российско-итальянское предприятие «Ивеко-АМТ», на котором налажено производство большегрузных автомобилей по итальянским чертежам.

## Современность
По состоянию на 2010-е годы город занимает территорию в 111,9 км², общая протяжённость дорог 454 км. Площадь жилого фонда 3488 тыс. м². В городе работают 34 школы, 68 детских дошкольных учреждений, действуют 6 профессиональных училищ, 6 техникумов, открыто 3 филиала вузов, 2 музея, 3 дворца культуры, 11 домов культуры и клубов, 38 библиотек.
По причине преобладания производств машиностроительного комплекса город относится к категории моногородов. Развивается курортно-санаторная и туристическая зона (курорты на озере Тургояк, горнолыжные трассы, туры по вершинам Южного Урала на снегоходах), самостоятельный туризм.
Ежегодно, в середине июня проводится Ильменский фестиваль авторской песни.
В радиусе 30 км находятся города Чебаркуль, Златоуст, Карабаш, а также множество посёлков и деревень.

## Население
| 1897     | 1926     | 1931     | 1939     | 1959     | 1962     | 1967     | 1970     | 1973     | 1975     |
| -------- | -------- | -------- | -------- | -------- | -------- | -------- | -------- | -------- | -------- |
| 16 100   | ↗20 000  | ↗20 100  | ↗38 000  | ↗99 043  | ↗109 000 | ↗122 000 | ↗131 331 | ↗139 000 | ↗145 000 |
| 1976     | 1979     | 1982     | 1985     | 1986     | 1987     | 1989     | 1990     | 1991     | 1992     |
| →145 000 | ↗150 179 | ↗155 000 | ↗157 000 | ↗162 000 | ↗163 000 | ↗167 839 | ↘164 000 | ↗170 000 | →170 000 |
| 1993     | 1994     | 1995     | 1996     | 1997     | 1998     | 1999     | 2000     | 2001     | 2002     |
| ↗171 000 | →171 000 | ↘167 000 | →167 000 | →167 000 | ↘166 000 | ↗166 900 | ↘166 200 | ↘164 300 | ↘158 420 |
| 2003     | 2004     | 2005     | 2006     | 2007     | 2008     | 2009     | 2010     | 2011     | 2012     |
| ↘158 400 | ↘157 000 | ↘155 700 | ↘154 500 | ↘153 600 | ↘152 600 | ↘152 507 | ↘151 751 | ↘151 592 | ↘150 944 |
| 2013     | 2014     | 2015     | 2016     | 2017     | 2018     | 2019     | 2020     | 2021     | 2023     |
| ↘150 665 | ↗150 824 | ↗151 322 | ↗151 387 | ↗151 856 | ↘151 673 | ↘151 275 | ↗151 472 | ↘147 995 | ↘147 449 |
| 2024     | 2025     |          |          |          |          |          |          |          |          |
| ↘147 287 | ↘146 650 |          |          |          |          |          |          |          |          |

На 1 января 2025 года по численности населения город находился на 119-м месте из 1124 городов Российской Федерации.
Этнический состав (2010):
- русские — 89,4 %
- башкиры — 3,6 %
- татары — 3,4 %
- украинцы 1,1 %
- остальные — 2,5 %

## Экология
Окрестности Миасса, с малой долей воздействия промышленности и сохранившие чистоту, привлекают людей в качестве мест отдыха и для природного туризма, туристы интересуются Тургояком и другими озёрами, посещают горнолыжные центры, горы. При этом большой поток отдыхающих плохо сказывается на состоянии природы как в местах дикого отдыха, так и из-за строительства туристических центров.
В последние годы возросла природоохранная активность жителей города. Так в период с 2010 по 2014 годы были проведены десятки мероприятий, направленных на защиту природы в Миасском городском округе, от экологических рейдов по уборке бытового мусора, организованных жителями и общественными организациями, до официальных мероприятий по конкретным проблемам.
Одной из важных экологических задач, в решении которых участвует общественность, является защита озера Тургояк, являющегося особо охраняемой природной территорией, как от мусора отдыхающих, так и от уничтожения экосистемы строительством туристических центров. В частности, в 2011 году прошла совмещённая акция как по уборке бытового мусора, так и по проверке соблюдения режима памятника природы озера Тургояк, имевшая продолжение как в 2012 году, так и в последующие годы. Проводятся и многочисленные другие мероприятия природоохранной тематики.
Другие проблемы, к которым привлечено общественное внимание: проблемы загрязнения реки Миасс, проблема Васильевской мусорной свалки и необходимости строительства современного полигона хранения бытовых отходов, проблемы сохранения лесов.

## Административное устройство
В рамках административно-территориального устройства области Миасс является городом областного значения, которому подчинены 28 сельских населённых пунктов. В рамках муниципального устройства он составляет муниципальное образование Миасский городской округ, в который помимо города входят 28 сельских населённых пунктов.
Миасский городской округ разделён на территории, подведомственные шести территориальным отделам Администрации округа, три из них (Северный, Центральный и Южный) в пределах границ города Миасса включают городские кварталы и микрорайоны (а также посёлки Тургояк, Золотой Пляж, Михеевка и Северные Печи), а ещё три (Новоадреевский, Сыростанский и Черновской) включают остальные сельские населённые пункты округа.
Ранее3[когда?]

 существовали пять территориальных округов (Восточный, Западный, Северный, Центральный и Южный) в пределах границ города Миасса, включавшие городские посёлки и микрорайоны Миасса. Пять других территориальных округов включали 28 сельских населённых пунктов. Всего Миасский городской округ был разделён на 10 территориальных округов, не являвшихся муниципальными образованиями.
Микрорайоны города, распределённые по прежним территориальным округам.
- Северный
  - Машгородок
  - городской посёлок Лесной
- Центральный
  - Автозавод
  - городской посёлок Миасс-1
  - городской посёлок Центральный
  - городской посёлок Южный
  - городской посёлок Мотовозный
- Восточный
  - городской посёлок Строителей
  - городской посёлок Восточный
- Западный
  - городской посёлок Динамо
  - городской посёлок Дачный
  - городской посёлок Заречье
  - городской посёлок Известковый
  - городской посёлок Мелентьевка
  - городской посёлок Первомайский
- Южный
  - Старый город (Старгород)
  - городской посёлок Мебельный
  - городской посёлок Миасс-2
  - городской посёлок Ильменский
  - городской посёлок Трактовой
  - городской посёлок Геологов

Сельские населённые пункты, распределённые по прежним территориальным округам:
- Ленинский территориальный округ:
  - посёлок Ленинск;
  - посёлок Архангельское;
  - посёлок Верхний Иремель;
  - посёлок Красный;
  - посёлок Октябрьский;
  - посёлок Осьмушка;
- Новоадреевский территориальный округ:
  - село Новоандреевка;
  - посёлок Наилы;
  - посёлок Новотагилка;
  - посёлок Селянкино;
  - посёлок Тыелга;
- Сыростанский территориальный округ:
  - село Сыростан;
  - посёлок Верхний Атлян;
  - посёлок Зелёная Роща;
  - посёлок Нижний Атлян;
  - посёлок Новый Хребет;
  - посёлок станции Сыростан;
  - посёлок станции Тургояк;
  - посёлок Урал-Дача;
  - посёлок станции Хребет;
- Тургоякский территориальный округ:
  - посёлок Тургояк;
  - посёлок Золотой Пляж;
  - посёлок Михеевка;
  - посёлок Северные Печи;
- Черновской территориальный округ:
  - село Черновское;
  - посёлок Горный;
  - село Смородинка;
  - село Устиново.

## Руководители города
- 1966—1970 — Богачёв Николай Васильевич, председатель горисполкома.
- 1970—1980 — Ефимов Анатолий Петрович, председатель горисполкома.
- 1980—1990 — Кадочников Пётр Иванович, председатель горисполкома.
- 1990—1993 — Григориади, Владимир Стиллианович, глава администрации города.
- 1993—1995 — Вертипрахов, Валентин Михайлович, глава администрации города.
- 1995—1996 — Войнов, Игорь Вячеславович, глава администрации города.
- 1996—2000 — Жмаев, Михаил Юрьевич, глава города Миасса.
- 2000—2004 — Григориади, Владимир Стиллианович, глава города Миасса.
- 2004—2005 — Серко, Ирина Аркадьевна, и. о. главы города Миасса.
- 2005—2010 — Бирюков, Иван Александрович, глава Миасского городского округа.
- 2010—2015 — Войнов, Игорь Вячеславович, глава Миасского городского округа.
- 2015—2018 — Васьков, Геннадий Анатольевич, глава Миасского городского округа.
- 2018—2023 — Тонких, Григорий Михайлович, глава Миасского городского округа.
- 2023—2024 — Ковальчук, Егор Викторович, глава Миасского городского округа.
- 2024 — н.в. — Ефименко, Юрий Валентинович, глава Миасского городского округа.

В период 1980—1990 годов председателем горисполкома был Пётр Иванович Кадочников. Указание руководителем города в период с марта 1990 года по ноябрь 1993 года главы администрации В. С. Григориади является неточным. Существовало конституционное разделение властей, которое выражалось в том, что представительным органом местного самоуправление был Миасский городской совет народных депутатов, который возглавляли в период с марта 1990 года по июнь 1991 года Юрий Васильевич Ярошенко, а с июня 1991 года по ноябрь 1993 года Михаил Юрьевич Жмаев. М. Ю. Жмаев никогда не был главой администрации города Миасса. Он был первым избранным главой города Миасса, который председательствовал в городском совете депутатов и возглавлял систему органов местного самоуправления. В таком статусе, кроме него, никто не был.

## Экономика
В 2011 году крупными и средними предприятиями обрабатывающих производств отгружено товаров собственного производства, выполнено работ и услуг на сумму 37,6 млрд рублей.
Крупнейшие предприятия:
- АО «Автомобильный завод „Урал“» (УралАЗ) (с 1941 года) — производство грузовых автомобилей и вахтовых автобусов марки «Урал».
- АО «Государственный ракетный центр имени В. П. Макеева» (с 1947 года) — разработка ракетно-космической техники.
- АО «НПО электромеханики» (с 1958 года) — производство датчиков, систем контроля, инерциальных навигационных систем.
- АО «Миасский машиностроительный завод» (с 1959 года) — производство компонентов ракетных систем, кондитерского оборудования, нефтехимического и светодиодного оборудования.
- ООО «Миасский завод медицинского оборудования» (с 1990 года) — производство стерильной продукции.
- ООО «Егоза», крупнейший в России производитель современных средств физической защиты периметра[81].
- ООО «Завод паровых установок Юнистим».
- ООО «Черновский хлеб»[82].
- ООО «Миасский керамический завод» (с 1993 года)[83].
- ООО «Миасская швейная фабрика» (с 1993 года)[84].
- ООО «СХП „Вдохновение“»[85].
- ООО «Миассмебель»[86].

## Образование и наука
- Институт минералогии УрО РАН.
- Миасский филиал Южно-Уральского государственного университета.
- Миасский филиал Челябинского государственного университета.
- Миасский филиал Челябинского государственного педагогического университета.
- Миасский филиал Челябинского юридического колледжа.
- Колледж профессиональных технологий и сервиса.
- Миасский медицинский колледж.
- Миасский машиностроительный колледж.
- Миасский геологоразведочный колледж.
- Миасский педагогический колледж.
- Миасский колледж культуры и искусств.

## Спорт
- Дворец спорта «Заря».
- Дворец спорта АЗ «Урал».
- Дворец спорта ЮУрГУ.
- Стадион «Северный».
- Стадион «Строитель».
- Стадион «Труд».
- Стадион МНЗ.
- Горнолыжный центр «Райдер».
- Горнолыжный курорт «Солнечная долина».
- Миасская секция мотокросса.
- ФК «Торпедо» (Миасс).
- Федерация Велоспорта Миасса.
- Хоккейный клуб «Заря», воспитанник Николай Лемтюгов

## Культура и развлечения

### Музеи
- Миасский краеведческий музей.
- Музей Ильменского государственного минералогического заповедника.
- Музей истории народного образования г. Миасса.
- Музей В. Высоцкого, открыт в 2014 году в одном из помещений бывшего здания Миасского машиностроительного колледжа[87].
- Музей пельменя.
- Музей УралАЗа.
- Музей ГРЦ имени В. П. Макеева.
- Музей спортивной славы.
- Дом Фёдора Конюхова.

### Дома культуры и организации досуга
- Дворец культуры «Прометей».
- Дом детского творчества «Юность» (ранее «Остров»).
- Дворец культуры автомобилестроителей
- Дворец культуры «Динамо».
- Центр досуга «Строитель».
- Городской дом культуры.
- Дом культуры «Бригантина».
- Дом культуры «Горняк».
- Выставочный комплекс «Михайловский».
- Городской парк.

### Клубы
- Клуб авторской песни «Семь вечеров».
- Клуб «Ретро».
- Клуб «Контакт».
- Клуб «VBar?»

### Развлекательные комплексы
- Торгово-развлекательный комплекс «Слон».
- Культурно-развлекательный комплекс «Дворец Михайловский».
- Торговый центр «7Я парк».
- Торгово-развлекательный центр «Восток».

### Кинотеатры
- Кинотеатр «Гавайи».
- Кинотеатр «Старгород».
- Кинотеатр «КиноПланета».

### Библиотеки
В городе действует 26 библиотек, включая 7 детских.

## Достопримечательности
Естественно-научный музей Ильменского государственного заповедника Уральского отделения РАН относится к пяти самым крупным геолого-минералогическим музеям страны. В музее четыре зала общей площадью 2050 метров. В них представлено около 9 тыс. экспонатов.
Миасский краеведческий музей и особняк золотопромышленника Е. М. Симонова.
Памятный знак на станции Миасс-1 в честь 100-летия со дня начала строительства Транссибирской магистрали.
Миасская телевизионная вышка на вершине Ильменского хребта.
Парк гигантских канцелярских предметов в Машгородке, внесённый в книгу рекордов Гиннесса и книгу рекордов России. Для парка изготовлено 5 фигур канцелярских товаров, которые заявлены как самые большие в мире.

## Средства массовой информации

### Пресса и интернет
В городе выходят газеты «Глагол», «Миасский рабочий», «Метро 74», «Уральский автомобиль» (первый номер газеты под названием «Мотор» вышел 15 октября 1942 года). Функционируют местные новостные сайты newsmiass.ru, miass.ru, u24.ru, u74.ru.

### Местное телевидение
Действует филиал челябинского «Первого областного медиахолдинга» телеканала ОТВ.
| ТВК | Называние    |
| --- | ------------ |
| 33  | РТРС-1 (1мп) |
| 57  | Солнце       |
| 60  | РТРС-2 (2мп) |

### Цифровое эфирное телевидение
Все 20 каналов для мультиплекса РТРС-1 и РТРС-2; Пакет радиоканал, включает: «Вести FМ», «Радио Маяк», «Радио России / Радио Южный Урал».
- Пакет телеканалов РТРС-1 (телевизионный канал 33, частота 570 МГц), включает: «Первый Канал», «Россия 1 / ГТРК Южный Урал», «Матч ТВ», «НТВ», «Пятый Канал», «Россия К», «Россия 24 / ГТРК Южный Урал», «Карусель», «ОТР», «ТВЦ».
- Пакет телеканалов РТРС-2 (телевизионный канал 60, частота 786 МГц), включает: «РЕН ТВ», «СПАС», «СТС», «Домашний», «ТВ-3», «Пятница!», «Звезда», «Мир», «ТНТ», «МУЗ-ТВ».

#### Местные кабельные телеканалы
- Обязательный общедоступный региональный телеканал («21-я кнопка»): «ОТВ (Челябинск)».
- Обязательный общедоступный муниципальный телеканал («22-я кнопка»): «Восточный Экспресс».

## Связь

### Сотовая связь
В городе функционируют семь операторов сотовой связи:
- «Tele2»
- «МТС»
- «Билайн»
- «Мегафон»
- «Yota»
- «Ростелеком»
- «Сбермобайл»
- Операторы «Большой четвёрки» используют GSM, 3G и 4G связь.

## Памятники
- В. И. Ленин — почётный насекальщик
- Памятник пельменю
- Памятник Феде Горелову
- Памятник скрепке

## Транспорт
- Миасский троллейбус
- Миасский автобус
- Миасское маршрутное такси
- На территории города действуют железнодорожные станции Миасс I, Миасс II и остановочные пункты Миасс III (Миасс (старый вокзал)) и 2000 км.

## Религия
Православные храмы
- Собор Богоявления Господня.
- Храм Благовещения Пресвятой Богородицы.
- Храм Паисия Великого.
- Храм Святой Троицы.
- Храм в честь великомученика Пантелеимона в центральной городской библиотеке.
- Храм Святого Архангела Михаила[90].
- Храм в честь образа Божией Матери «Достойно есть» (Машгородок)[91].

Старообрядческие храмы
- Покровский храм Русской Православной Старообрядческой церкви (ул. Малышева, 38).

Протестантские общины
- Церковь Святой Троицы христиан Веры Евангельской.
- Церковь Новая Жизнь христиан Веры Евангельской.

Мечети
- Соборная мечеть «Зулейха».
- Мечеть «Гаиля» в посёлке Селянкино.

## Города-побратимы
- Учалы, Россия (с 2015 года)[92].
- / Балаклава, Россия/Украина (с 2016 года)[93][94]
- / Севастополь, Россия/Украина (с 2016 года)[93][95]